# Piphles
Les piphles, pifles, pifli ou, en latin, Piphili étaient des chrétiens du Moyen Âge, mentionnés comme sectaires et hérétiques de type cathares par l'abbé bénédictin Eckbert de Schönau en 1163 dans ses Treize sermons contre les Cathares. Ils étaient présents en Flandres, dans le Nord de la France et autour de Liège.

## Étymologie
L'étymologie du nom n'est pas connue précisément mais certains chercheurs proposent une origine venue du grec pipleis, les « emplis », qui serait une allusion au baptême des élus. D'autres y voient un dérivé de poplicani, les publicains médiévaux. La vulgarisation du mot donnera « piffre » pour « glouton ».
Les pifles sont mentionnés dans deux textes vernaculaires médiévaux, la chronique de Philippe Mousqués et dans Li Regres Nostre Dame par Huon le Roi de Cambrai :
Les pifles dient, qui mescroient

Se le cors Diu li prestre usoient

Mangiés seroit tous en un jour'"`UNIQ--ref-00000000-QINU`"'.

## Éléments d'histoire
Cette mouvance participe d'un mouvement plus important dans la chrétienté qui voit apparaître vers le XIe siècle des courants cathares similaires connus par différentes dénominations selon leur implantation régionale : publicains en Champagne, tisserands à Lyon, bougres en Bourgogne, les patarins en Italie du Nord, les amaldistes ou les phoundagiagites (du grec « sommets de la sainteté »). 
Eckbert de Schönau, qui a débattu avec eux à Bonn, Cologne et Mayence, décrit leurs croyances dans ses Treize sermons contre les Cathares en 1163 et explique à cette époque que l'on trouve ce type d'« hérésies » à travers toute la chrétienté occidentale.
Ces communautés médiévales pratiquent une théologie néo-manichéiste dualiste aux tendances docètes, acceptent des femmes dans leur clergé, pratiquent la même ascèse, les mêmes rites et le même sacrement (bénédiction du pain, consolament), la même tradition d'exégèse scripturaire que les cathares et utilisent notamment la bible traduite en langues vernaculaires. Bien que les pratiques puissent évoluer considérablement d'une région à l'autre, ils s'organisent généralement en un système hiérarchique composé de trois états, « auditeurs », « croyants » et « élus ». Les auditeurs deviennent croyants à l'issue d'un baptême spirituel accessible seulement aux adultes par imposition des mains et les élus forment une sorte de clergé.
Ils seront considérés comme hérétiques, condamnés notamment lors du concile régional de Reims en octobre 1157, présidé par l'archevêque Samson de Mauvoisin et dont le premier canon intitulé De Piphilis évoque « la secte la plus impure de Manichéens » qui rejetaient le mariage afin d'apparaître plus purs et plus propres. Ces communautés sont réprimées par les autorités locales de la manière la plus cruelle, au point de disparaître dès la fin du XIIe siècle sans laisser de postérité. À l'aube du XIIIe siècle, elles n'existent plus qu'à l'état résiduel dans le Nord de la France, à Liège ou en Allemagne ; à Reims, en 1238, les documents épiscopaux ne les mentionnent plus.